# Bernice (banda)
Bernice es una banda canadiense de indie pop de Toronto, Ontario, liderada por el cantante y compositor Robin Dann. Han sido nominados dos veces para el Polaris Music Prize, recibiendo nominaciones en el Polaris Music Prize de 2018 por Puff LP: In the air without a shape y en el Polaris Music Prize de 2021 por Eau de Bonjourno.
Además de Dann, los otros miembros principales de la banda son el teclista y guitarrista Thom Gill, el bajista Dan Fortin, la vocalista Felicity Williams y el percusionista Phil Melanson.

## Discografía

### Álbumes
- What Was That (2011)
- Puff LP: In the air without a shape (2018)
- Eau de Bonjourno (2021)